# Valentino Gasparella
Valentino Gasparella (ur. 30 czerwca 1935 w Isola Vicentina) – włoski kolarz torowy, dwukrotny medalista olimpijski oraz trzykrotny medalista mistrzostw świata.

## Kariera
Brał udział w dwóch igrzyskach (IO 56, IO 60), na obu zdobywał medale. W Melbourne wspólnie z kolegami triumfował na dystansie 4000 metrów na dochodzenie. W Rzymie był trzeci w sprincie. W swej koronnej konkurencji, sprincie, był mistrzem świata amatorów w 1958 i 1959, brązowym medalistą tej imprezy w 1957. Po włoskich igrzyskach przeszedł na zawodowstwo, ścigał się do 1967.